# Amstelpark

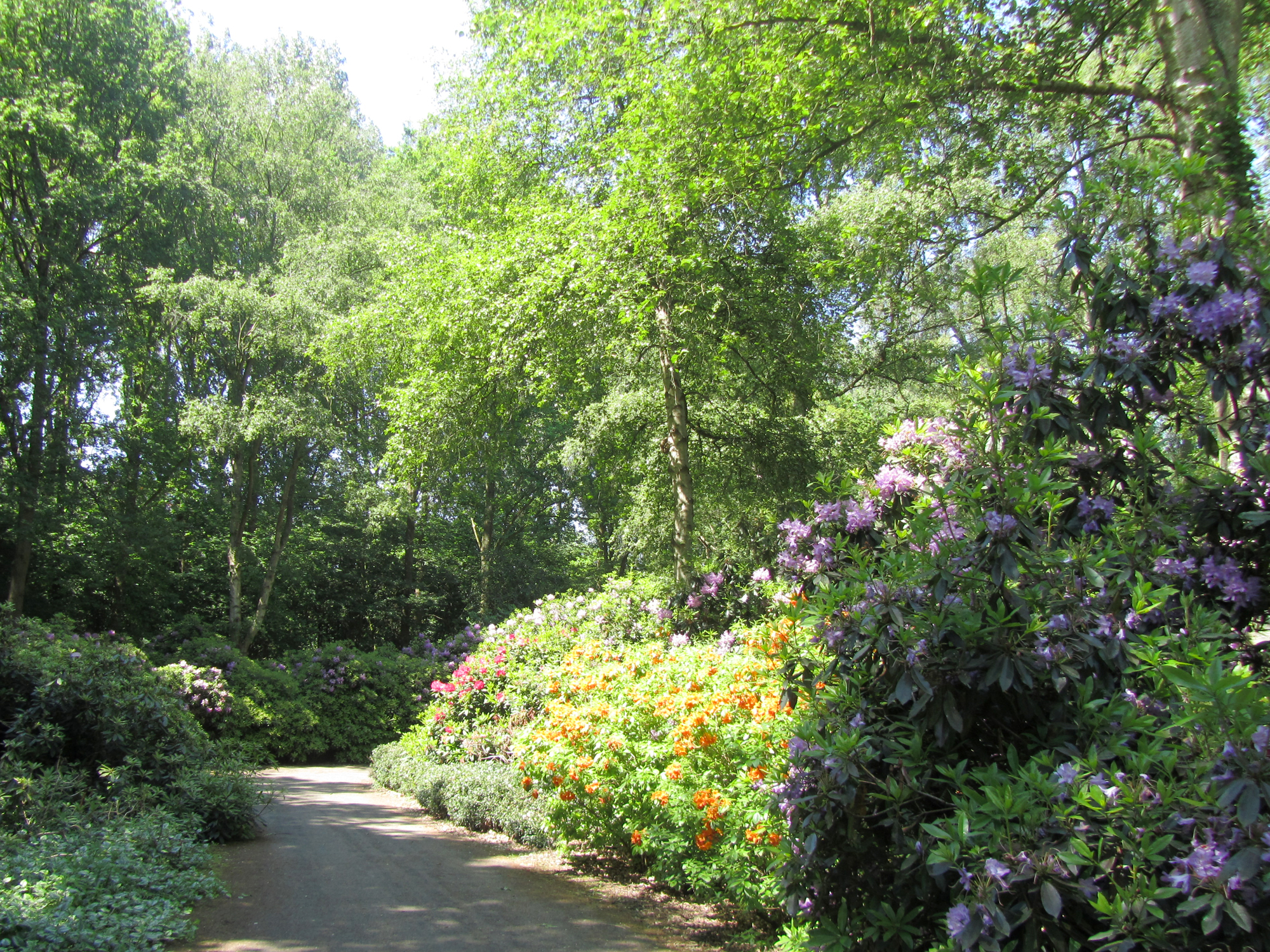
Rhododendrongarten im Amstelpark

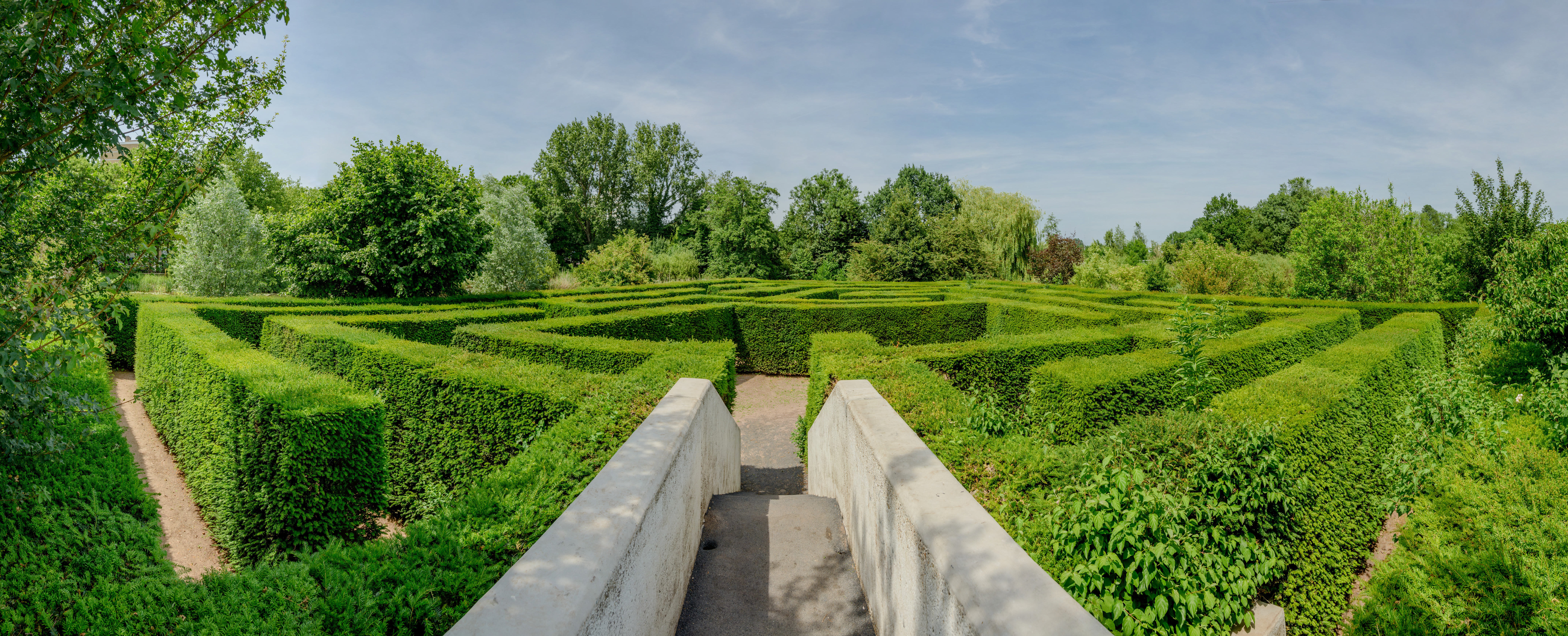
Labyrinth im Amstelpark

Der Amstelpark ist eine Parkanlage im Stadtbezirk Amsterdam Süd in der Provinz Nordholland. Der Park wurde 1972 angelegt für die Garten- und Landbauausstellung Floriade auf einer Fläche von 700.000 m², dazu gehörte ein Teil des Beatrixparkes zur Ausstellung.
Zwischen 800.000 und einer Million Besucher kommen jährlich in den Park. An der südlichen Seite des Amstelparks ist die Windmühle Riekermolen (von 1636) mit einer Statue Rembrandt van Rijns. 1987 gehörte die Parkanlage zum Stadtteil Buitenveldert und zwischen 1998 und 2012 zu Zuideramstel. Von März bis Oktober findet im Park jeden zweiten Sonntag im Monat der Pure Markt statt. Auf diesem Markt verkaufen die Produzenten von Esswaren und Getränken ihre Produkte selbst. Käufer können sich über die Herkunft, Herstellung und Qualität informieren.
Nach der Schließung der Floriade auf dem Gebiet des Amstelparkes blieb ein großer Teil der Ausstellungsattraktivitäten zurück. Dazu gehören unter anderem die Amsteltrein (eine Parkeisenbahn), ein Labyrinth („doolhof“), das „Gläserne Haus“ (het Glazen Huis), das Rosarium, ein Minigolf-Platz („Midgetgolfbahn“), ein großer Kinderspielplatz und der Rhododendrengarten.

## Sehenswürdigkeiten und Attraktionen (Auswahl)

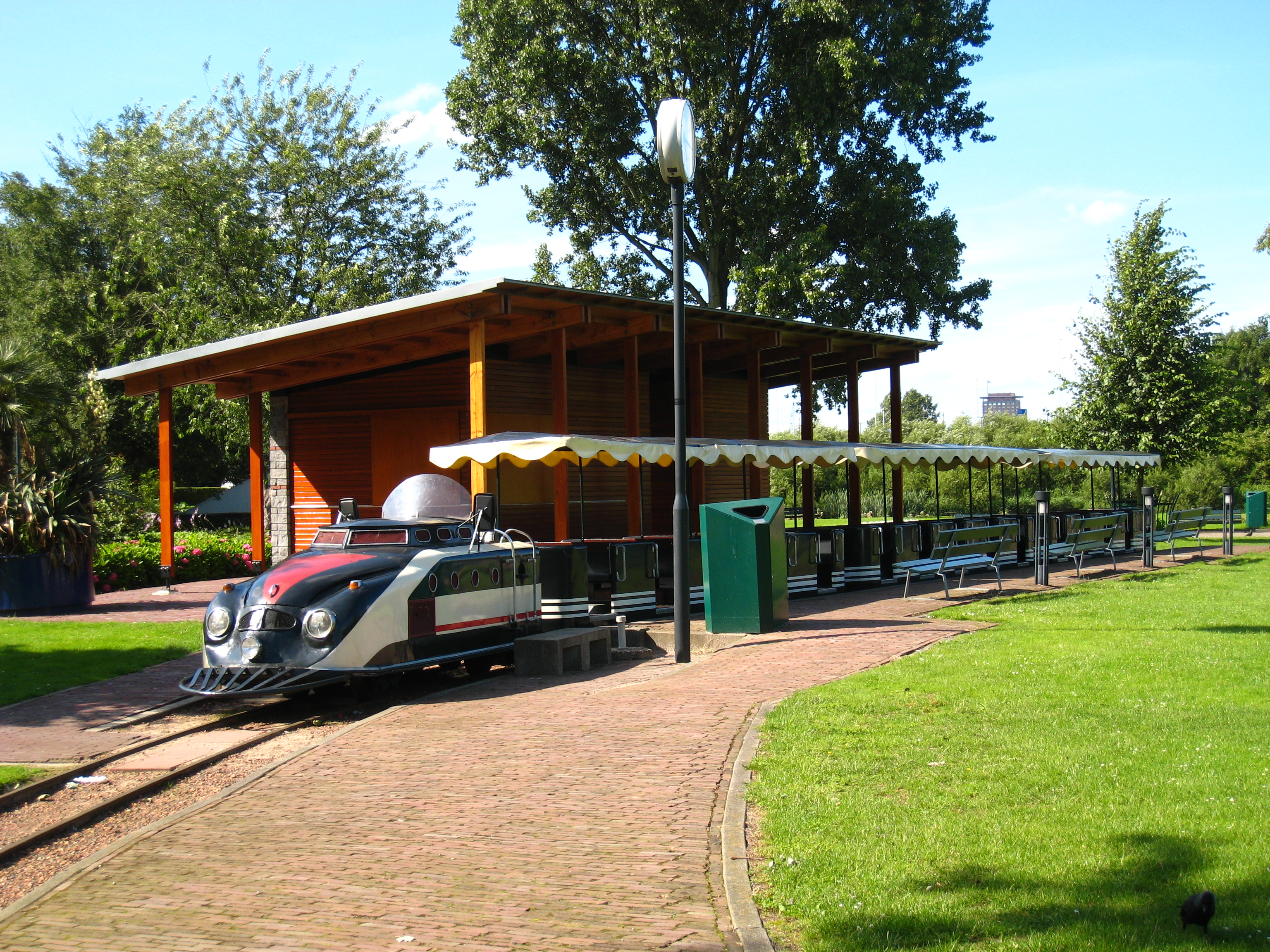
Amsteltrein im Amstelpark

- Der Amsteltrein fährt entlang des Rosariums, des Gläsernen Hauses und des Minigolfplatzes. Eine Fahrt dauert etwa 15 Minuten.[5]
- Die Kinderboerderij (Streichelzoo) wurde 2010 renoviert und erhielt den Namen Stadboerderij. Es befinden sich dort Hühner, Esel, Schafe, Kaninchen, Schweine und Ziegen. Im Frühling wird ein Schaafscheerfeest (ein Fest, bei dem Schafe geschoren werden) gehalten.[6]
- Der Kinderspeeltuin (Spielplatz) mit zahlreichen Attraktionen für Kinder, unter anderem mit einem „Kindertrein“, Miniautos und einer Windmühle.[7]
- Der Minigolfplatz („Midgetgolf“) bietet eine Auswahl aus zwei Parcours und ist von kleinen Gärten umgeben.
- Galerie/Atelier Papillon für Geschenk- und Kunstartikel sowie Schmuck. Ein Künstler gibt Zeichen- und Malereikurse, veranstaltet Workshops und Kinderfeste. Die Galerie ist von Mittwoch bis Sonntag geöffnet.
- Der Doolhof (Labyrinth) ist von Wasser umgeben und hat eine Länge von insgesamt 330 Metern. Die Benutzung ist gratis.
- Im Heemtuin („Heemgarten“) stehen unter anderem seltene Pflanzenarten, die vom Aussterben bedroht sind. Auch Bussarde und Waldkäuze sind dort anzutreffen.

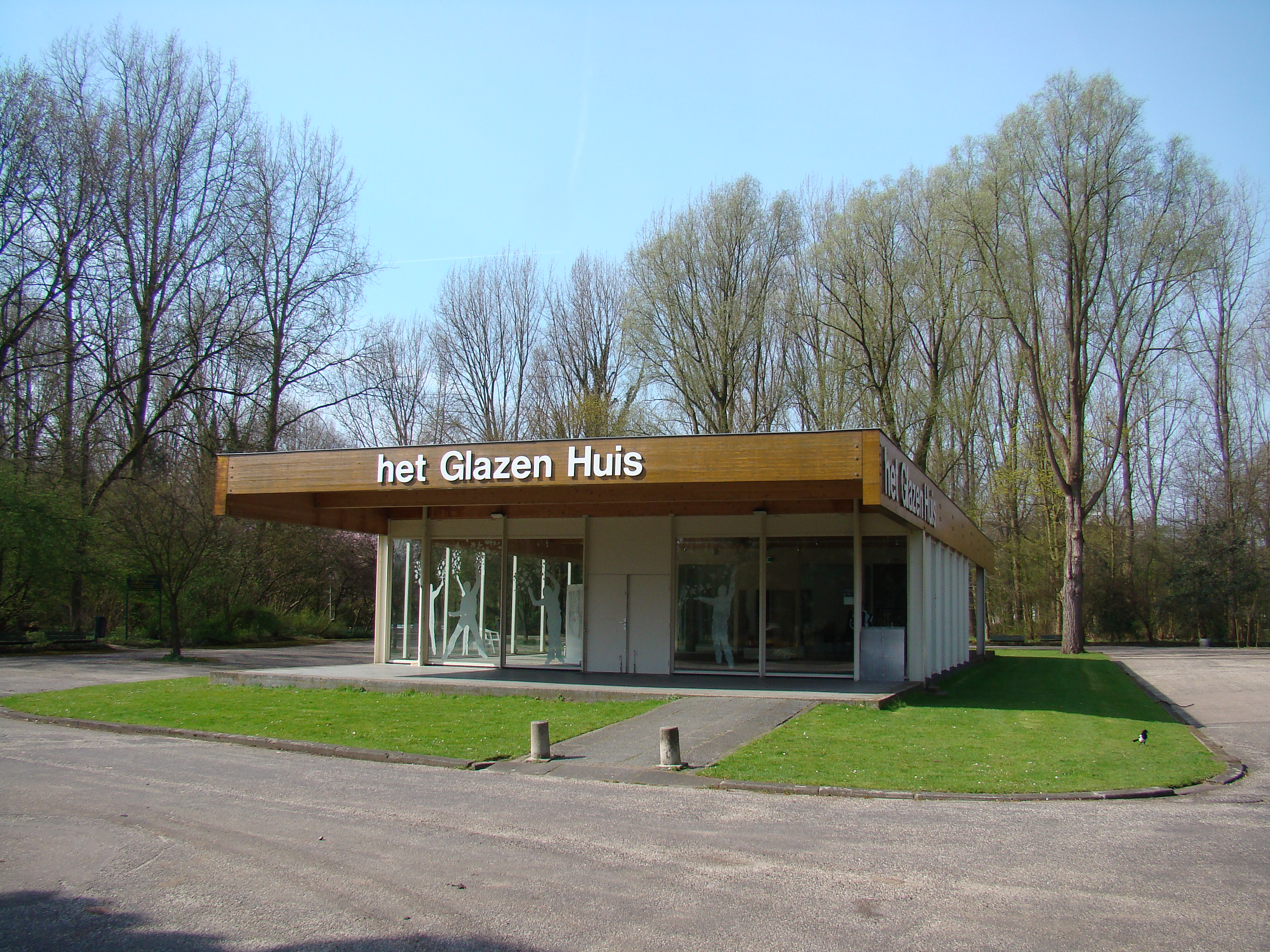
Glazen Huis im Amstelpark

- Japanse Tuin („japanischer Garten“). Der Garten wurde anlässlich der 400-jährigen Beziehungen zwischen den Niederlanden und Japan 2001 renoviert.
- Das Gläserne Haus („Glazen Huis“) dient Ausstellungen von Künstlern und wurde 2002 ebenfalls renoviert. Zu sehen sind Werke von Bildhauern, Skulpturen und Videokunst. Die Öffnungszeiten sind unterschiedlich und richten sich nach den geplanten Ausstellungen.
- Land-in-wording ist ein Naturgebiet im Amstelpark, das sich im originalen Zustand von vor der Floriade befindet. Orchideen Unter anderem wachsen dort zahlreiche unterschiedliche Pilze.

## Verkehrsverbindungen
- Die Amsterdamer Straßenbahn Nr. 4[8] fährt zur Haltestelle „Station RAI“. Außerdem ist dort der Durchgangsbahnhof Bahnhof Amsterdam RAI. Von dort aus sind es 7 bis 10 Minuten zu Fuß zum Amstelpark.